# Protracheoniscus rectifrons
Protracheoniscus rectifrons är en kräftdjursart som först beskrevs av Gustav Budde-Lund 1885.  Protracheoniscus rectifrons ingår i släktet Protracheoniscus och familjen Trachelipodidae. Inga underarter finns listade i Catalogue of Life.